# Solanum cacosmum
Solanum cacosmum är en potatisväxtart som beskrevs av Lynn Bohs. Solanum cacosmum ingår i släktet skattor som ingår i familjen potatisväxter. Inga underarter finns listade i Catalogue of Life.